# Bactrocera bimaculata
Bactrocera bimaculata
 es una especie de díptero que Drew y Albany Hancock describieron por primera vez en 1994. Bactrocera bimaculata pertenece al género Bactrocera de la familia Tephritidae.